# Pinamungahan
Pinamungajan è una municipalità di terza classe delle Filippine, situata nella Provincia di Cebu, nella Regione del Visayas Centrale.
Pinamungajan è formata da 26 baranggay:
- Anislag
- Anopog
- Binabag
- Buhingtubig
- Busay
- Butong
- Cabiangon
- Camugao
- Duangan
- Guimbawian
- Lamac
- Lut-od
- Mangoto

- Opao
- Pandacan
- Poblacion
- Punod
- Rizal
- Sacsac
- Sambagon
- Sibago
- Tajao
- Tangub
- Tanibag
- Tupas
- Tutay